# Construcción naval española del siglo XVIII

Esquema de un navío de línea de tres puentes:
1. Pañol de municiones.
2. Santabárbara.
3. Antepañol. Cuarto donde se cargaban de pólvora los cartuchos.
4. Tapabalazo. Vía de agua tapada con tablas de madera y planchas de plomo.
5. Tiro doble. Requerido para quebrar el casco del barco enemigo.
6. Cañón con cureña y aparejos.
7. Zona de abordaje.

La construcción naval española del siglo XVIII se caracteriza por siete etapas de transformación, aunque se las podría sintetizar en cuatro. Así, del sistema tradicional español del siglo XVI, basado en la regla as-dos-tres (1 de manga, 2 de quilla y 3 de eslora), la proporción usada en toda Europa, a principios del siglo se pasa a los navíos de línea construidos «a la moda francesa», también conocido como sistema español o de Gaztañeta; el sistema «a la inglesa» —sistema introducido por Jorge Juan— y que, a su vez, da paso al «sistema francés» de Francisco Gautier, comandante general del Cuerpo Ingenieros de Marina de 1770 a 1782, en sustitución de Cipriano Autrán. El siglo acaba con la introducción del sistema desarrollado por Romero de Landa —ayudante de Gautier— y que le sustituye, siendo nombrado ingeniero general de la Armada en 1783, y por Julián Martín de Retamosa.
Como señala Juan Carlos Mejías Tavero en Navíos españoles del siglo XVIII: Diferencias básicas según el sistema empleado en su construcción, se puede establecer de qué periodo se trata fijándose en puntos comunes de los navíos, como son las cintas —el «conjunto de maderos que van por fuera del costado del buque desde proa a popa, y sirven de refuerzo a la tablazón»—, mesas de guarnición, tajamar, serviolas y escobenes, aunque «no es totalmente definitiva, ya que debemos tener siempre en cuenta las posibles modificaciones…» y que dichas modificaciones «no se producían de una forma sistemática» y que podrían transcurrir años «hasta ser aplicadas de una forma general, solapándose sistemas y en ocasiones produciéndose mezclas en un mismo buque».
Se considera que la Real Armada alcanzó su «máximo esplendor» en 1794, fecha en que contaba con setenta y seis navíos de línea y cincuenta y una fragatas, número que en 1805 se había quedado reducido a cincuenta y cuatro navíos y treinta y siete fragatas.
Así, 

... durante el siglo XVIII la construcción naval al servicio del rey consiguió el mayor esplendor de su historia. Sin embargo, terminó sucumbiendo ante similares problemas a los sufridos en centurias anteriores... Entre las razones es necesario citar la convergencia de causas variadas, algunas más determinantes, pero todas complementarias... Así se justifica que, lograda una importante uniformidad tipológica, incluso metodológica, con el sistema Gaztañeta, mejorado luego por Autrán, que ofrecía barcos robustos, marineros y veleros, se diera un giro de considerable amplitud para importar un método nuevo, el inglés, por entonces en plena evolución también, que mantiene e incrementa los defectos achacados al anterior: el quebranto y la escasa fortificación. Ante la gravedad de los problemas, cuatro años después, se recuperan tantos elementos del pasado que dan lugar a un sistema ecléctico, híbrido hispano-inglés, que sólo una década más tarde se verá sustituido por otro método que propicia navíos más grandes, marineros y veleros introducidos ahora por el francés Gautier. Sin embargo, estos barcos daban grandes cabezadas en la mar, tenían poca estabilidad e inutilizaban con frecuencia la primera batería. Son matizados entonces por Romero Landa, primero, y por Retamosa después, consiguiéndose navíos casi perfectos, de suave navegar a un largo, de bolina... muy maniobreros, con baterías operativas, pero... cambian los objetivos políticos y la Hacienda Pública no lo soporta: San Vicente, Trafalgar, la guerra de la Independencia. El abandono, la decadencia más absoluta.
Martínez Shaw, Carlos y Marina Alfonso Mola (2010).

Mientras que durante la primera mitad del siglo poco más del 10 % de los barcos fueron construidos en los arsenales, en la segunda mitad el número había aumentado a casi 70 %. Sin embargo, gran parte de los barcos construidos en los arsenales eran de menor tamaño y, por tanto, con menor número de cañones. Por otra parte, a pesar de un incremento de más del 25 % en la construcción naval española, España no fue capaz de igualar la construcción naval del Reino Unido. Así, en el Reino Unido se construyeron 261 navíos en este periodo frente a los 120 de España.
Por otra parte, entre 1700 y 1715, más del 40 % de los viajes de las flotas españolas los realizan embarcaciones extranjeras —mayormente francesas— lo cual suponía un importante coste en concepto de flete con lo que se podría haber adquirido hasta 30 buques armados, entre ellos dos de entre 80 y 90 cañones.

## Antecedentes y coyuntura
Aunque se había aumentado algo la construcción de galeones en las dos últimas décadas del siglo XVII, sobre todo para la Armada de Mar Océano (o Armada del Océano) y para la Carrera de Indias, con la entrada del nuevo siglo, coincidendo con la llegada al trono de Felipe V, se requiere una solución urgente, sobre todo para restablecer las comunicaciones trasatlánticas. ya que la situación de la marina de guerra española, formada por cuatro Armadas (las del Mar del Sur, Barlovento, Mar Océano y Avería), además de las escuadras de galeras —todas ellas enfrentadas entre sí— es «alarmante». En total, con la entrada del nuevo siglo, la fuerza naval española estaba formada por diecisiete galeones, ocho fragatas, cuatro brulotes y siete galeras.
Además, en 1702, con el desastre de la batalla de Rande, en la ría de Vigo, se pierde 19 galeones de la Flota de Indias y su escolta, formada por 23 embarcaciones, incluyendo tres de los galeones de guerra españolas y quince navíos y tres fragatas francesas.
Así se inicia, en 1703, en el astillero de Zorroza (Vizcaya), y bajo la supervisión de Antonio de Gaztañeta, la fabricación del galeón El Salvador, siguiendo el modelo de El Sagrario (1697), y, en Campeche, México, la construcción de la capitana para la Armada de Barlovento, Nuestra Señora de Guadalupe. Por otra parte, dos navíos, Nuestra Señora de la Concepción y San Joseph y Nuestra Señora del Rosario y Santo Domingo, fueron capturados por una escuadra holandesa al salir de Cádiz y llevados a Ámsterdam, donde se copiarían sus gálibos. Después de la firma de la Paz de Utrecht (1713-1715), que pone fin a la guerra de Sucesión española, serían devueltos a su propietario, Andrés Martínez de Murguía, y realizarían algunos viajes al Cono Sur.
Hasta 1712, cuando Antonio de Gaztañeta proporciona unos planos de construcción en sus Proposiciones de las medidas arregladas a la construcción de un bajel de guerra de 60 codos de quilla..., el sistema tradicional de construcción, ejemplificado en el galeón y capitana real de la Armada del Océano Nª Sra. de la Concepción y de las Ánimas, cuya construcción comenzó en 1682, en los Reales Astilleros de Falgote (Colindres) aunque tuvo que ser trasladado al Real Astillero de Santoña, donde se completaría la tercera cubierta y se terminó de instalar la arboladura en 1690, se hacía sin planos, aunque sí con dimensiones reglamentadas. Tampoco se construían cuadernas de armar, sino que se montaban las cuadernas de cuenta del cuerpo central con ligazones superpuestas.
Terminada la guerra de Sucesión (1701-1713), en el marco de la recién creada Secretaría de Marina, encabezada por Bernardo Tinajero, se crea la Real Armada, compuesta por una veintena de buques pero sin un solo navío de línea. Alberoni introduce un nuevo plan de reconstrucción el cual, entre otras consideraciones, adopta al navío de línea como unidad operativa. Sin embargo, la batalla del cabo Passaro (1718) supone otra gran pérdida de navíos españoles, siendo destruidos o capturados muchos de los nuevos buques construidos en los astilleros de Pasajes y Santoña.
Unos años más tarde, en 1719, durante la guerra de la Cuádruple Alianza, tropas francesas, tras tomar Fuenterrabía y San Sebastián, destruyen nueve navíos que se están construyendo en Pasajes y Santoña, además de los materiales almacenados en este último para la construcción de otros siete navíos.

## Características del sistema a la española de Gaztañeta
Frente a las propuestas de su contemporáneo, Francisco Antonio Garrote, que se basan en la capacidad de carga y estabilidad, Antonio de Gaztañeta, marino y militar experimentado, requiere velocidad y maniobrabilidad.
En 1720, Gaztañeta publicó la obra Proporciones más esenciales para la fábrica de navíos y fragatas, a partir de las normas sobre dimensiones y diseño de navíos de 60 cañones, que resultaron de buenas condiciones marineras, construidos en los astilleros de Guarnizo y Pasajes los años 1716 y 1717. Esta obra sirvió de pauta para la construcción naval hasta 1752. El navío Real Felipe de 114 cañones y tres puentes fue el de más porte que produjo por este sistema.
- 1717: Real San Felipe, 80 cañones (no confundir con el Real Felipe, también de Gaztañeta). Fue la capitana[29] de Gaztañeta en la batalla de cabo Passaro (1718). Capturado por los británicos, se incendió y explotó al llegar a Mahón.[29]
- 1727: San Fernando, 64 cañones[30]
- 1732: Real Felipe, Real Astillero de Guarnizo
- 1736: América, Real Astillero de La Habana
- 1740: Princesa, 70 cañones, Real Astillero de Guarnizo[31]
- 1745: Dragón, La Habana
- 1749: Real Fénix, La Habana. Construido junto con su gemelo, el Rayo
- 1750: Galicia, 74 cañones[30]
- 1750: Neptuno, 74 cañones[30]
- 1751: Rayo, La Habana. Construido junto con su gemelo, el Real Fénix

## Características del sistema «a la inglesa» de Jorge Juan
El llamado sistema inglés o sistema a la inglesa debe su nombre a los constructores navales ingleses contratados por Jorge Juan y que fueron destinados en los distintos astilleros y arsenales de la Península, como, entre otros, Edward Bryant, con su ayudante William Richards, en el recién construido Arsenal de Cartagena en 1750, y en 1754, Richard Booth en los Reales Astilleros de Esteiro (Ferrol), y David Howell en el Real Astillero de Guarnizo, además del astillero de La Habana, donde el irlandés Matthew (Mateo) Mullan también construía según este sistema, tras pasar por el astillero de Cádiz.
Mención aparte merece la serie conocida como los 12 Apóstoles o del Apostolado, navíos construidos todos simultáneamente, entre 1753 y 1755, en los Reales Astilleros de Esteiro de Ferrol, los astilleros más grandes de Europa en su época. La serie tuvo una vida útil media de unos cuarenta y cinco años.
Sin embargo, hacia 1765, el sistema de Jorge Juan ya parece haber perdido la confianza de Carlos III a favor del «sistema francés» que propone Francisco Gautier. Entre las posibles causas, se mencionan las deficiencias detectadas en el sistema inglés, además de las diferencias entre Juan y Julián de Arriaga.

## Características del «sistema francés» de Gautier
En 1763, el secretario de Marina, Julián de Arriaga, ordena construirse en el Real Astillero de Guarnizo, de Santander, de acuerdo con el sistema establecido por Jorge Juan, seis navíos de línea —el San Juan Nepomuceno, el San Pascual, el San Francisco de Asís, el San Lorenzo, el San Agustín y el Santo Domingo—, más cuatro fragatas.
Sin embargo, en 1765, Francisco Gautier es contratado para hacerse cargo de la construcción tras redactar un primer informe con recomendaciones respecto a los defectos observados en la tala, el corte y el secado de la madera utilizada.
Otras críticas que Gautier realiza, en este caso respecto al sistema empleado por su mentor, Jorge Juan, están relacionadas con la poca elevación sobre el agua de la batería baja, el poco aguante de la vela y la poca velocidad de sus navíos.

### Navíos y fragatas construidas según el «sistema francés» de Gautier

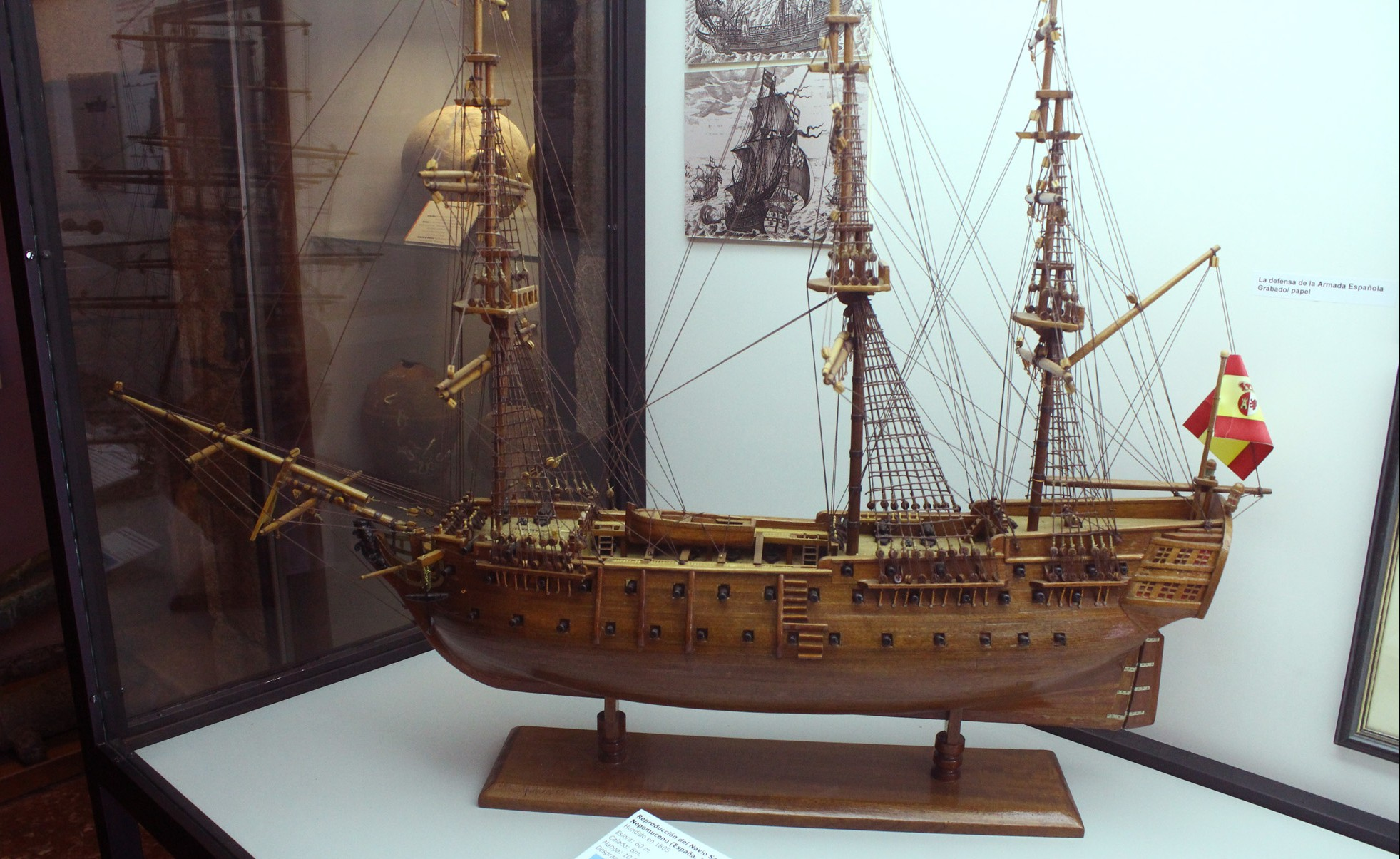
Reproducción del San Juan Nepomuceno. Castillo de San Antón, La Coruña.

- 1766: San Juan Nepomuceno, Real Astillero de Guarnizo, el primer navío del sistema «a la francesa» de Gautier.[4] Participará en el combate de Trafalgar[37]
- 1767: San Francisco de Asís
- 1767: Santa Rosalía, Cartagena
- 1767: La Soledad, fragata diseñada por Romero de Landa y que sirve como modelo para una versión perfeccionada de la serie de seis fragatas construidas en Mahón hacia la década de 1790[4]
- 1768: San Agustín. Participará en el combate de Trafalgar.[37]
- 1772: San Pedro Alcántara o San Pedro, Ferrol
- 1775: San Eugenio, Ferrol[32]
- 1779: San Justo
- 1779: Purísima Concepción[30]

## Características del perfeccionamiento de Romero de Landa y Martín de Retamosa
Entre 1789 y 1796, coincidiendo gran parte de este periodo con el mandato de Antonio Valdés y Fernández Bazán como ministro, se botaron ocho navíos, de los cuales cuatro —Salvador del Mundo (1787), San Hermenegildo (1789), Reina María Luisa (1791) y el Príncipe de Asturias (1794)— eran de tres puentes, más una veintena de fragatas, numerosos jabeques, urcas y paquebotes, además de las dos corbetas para la expedición de exploración científica de Alejandro Malaspina, la Atrevida (1789) y su gemela Descubierta.
Retamosa no introduce grandes cambios estructurales, aunque vuelve al estilo de arbolar a la inglesa, es decir, con el palo mayor más hacia a popa, y también su costumbre de forrar el casco con planchas de cobre para proteger la madera y aumentar la velocidad del buque.

### Navíos y fragatas construidas a partir de 1782 (Romero de Landa/Martín de Retamosa)

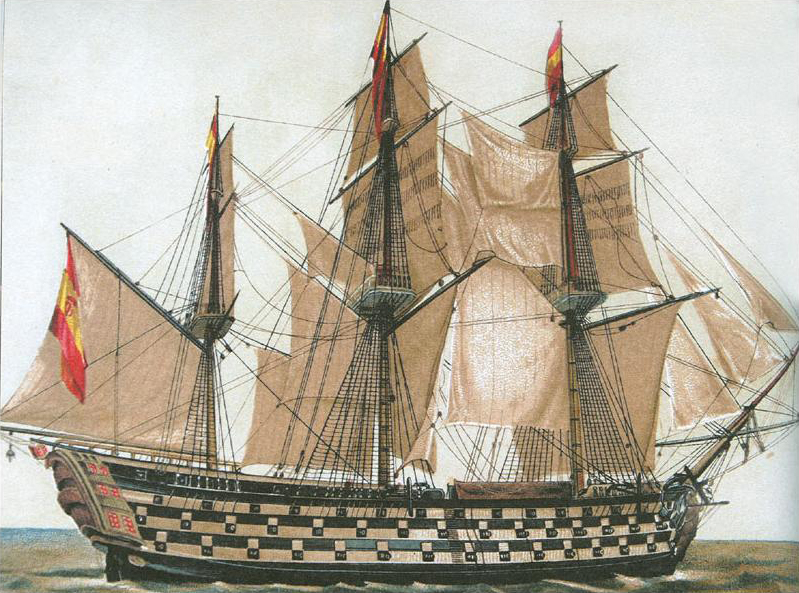
Un grabado del del navío (1784)

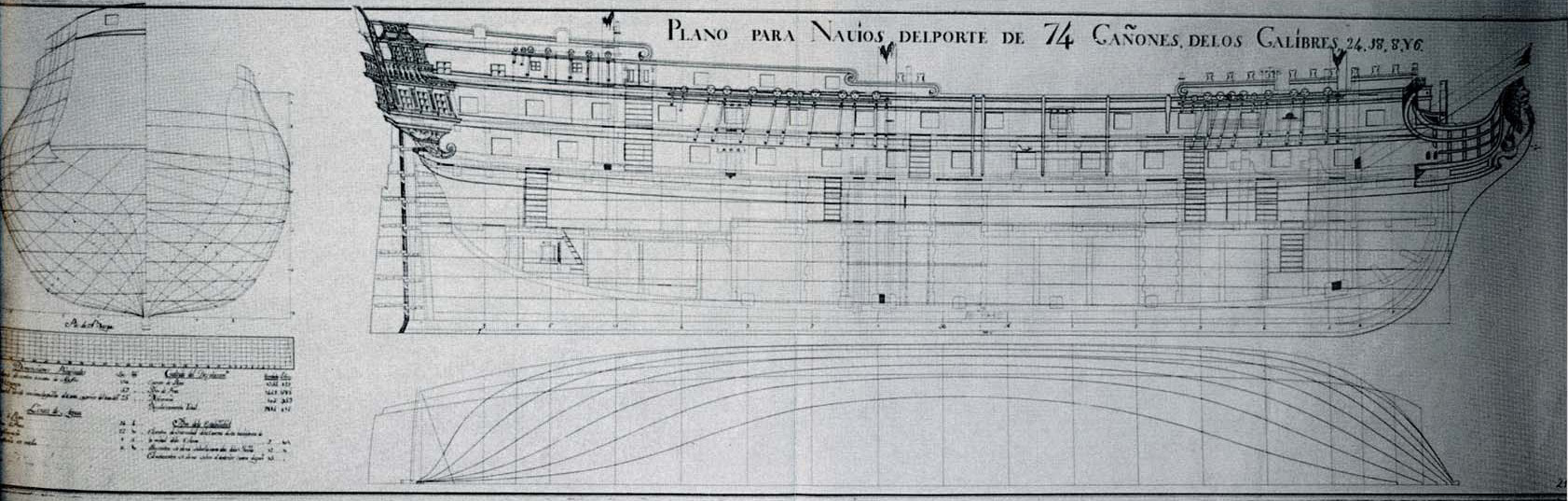
Plano de un navío de 74 cañones diseñado por Romero de Landa

- 1783: San José (Reales Astilleros de Esteiro, Ferrol). Tras su captura por los británicos en el transcurso de la batalla del cabo San Vicente —junto con Salvador del Mundo, San Nicolás y San Antonio— en 1797 fue renombrado HMS San Josef y registrado como navío de línea británico de primera.
- 1784: Santa Ana (Reales Astilleros de Esteiro, Ferrol), de tres puentes[4] y 112 cañones, fue el primero de una serie de navíos de tres puentes llamados los «meregildos» o «serie Santa Ana». Debido a su buen comportamiento en el mar, se declara, por Real Orden, en 1786 que todos los navíos de tres puentes deben seguir los planos de este navío.[37] Participará en el combate de Trafalgar.[37]
- 1785: San Ildefonso, de 74 cañones, construida en Cartagena, fue el primer navío del sistema de Romero de Landa. Es el primero de media docena de navíos más conocidos como los «ildefonsinos»[4]
- 1786: Mejicano, La Habana, de la serie Santa Ana[37]
- 1786: Conde de Regla, La Habana, de la serie Santa Ana[37]
- 1787: Real Carlos, La Habana, de la serie Santa Ana[37]
- 1787: Salvador del Mundo, Reales Astilleros de Esteiro, Ferrol, de la serie Santa Ana[37]
- 1787: San Fulgencio, 64 cañones[30] (versión más pequeña del San Ildefonso)[39]
- 1787: San Leandro, 64 cañones (versión más pequeña del San Ildefonso)[39]
- 1788: San Pedro Alcántara, La Habana, de 66 cañones[40] (versión más pequeña del San Ildefonso)[39]
- 1788: Nuestra Señora de la Merced (fragata), La Habana, de 40 cañones[40]
- 1788: San Francisco de Paula, Cartagena, de la serie de los «ildefonsinos»[2]
- 1788: San Telmo, Reales Astilleros de Esteiro, Ferrol, de la serie de los «ildefonsinos»[2]
- 1789: San Hermenegildo, La Habana, de 120 cañones,[40] de la serie Santa Ana[37]
- 1789: Mahonesa, perfeccionamiento de la fragata La Soledad (1767),[4] de Romero de Landa y el primero de las fragatas «mahonesas»[41]
- 1789: Europa, Reales Astilleros de Esteiro, Ferrol,[42] de la serie de los «ildefonsinos»[39]
- 1790: Intrépide, de la serie de los «ildefonsinos»[39]
- 1790: Atocha (fragata), La Habana, de 40 cañones[40]
- 1790: Minerva (fragata), La Habana, de 44 cañones[40]
- 1790: Soberano, La Habana, de 74 cañones[40]
- 1791: La Ceres (fragata), La Habana, de 40 cañones[40]
- 1791: La Gloria (fragata), La Habana, de 44 cañones[40]
- 1791: Reina María Luisa, Reales Astilleros de Esteiro, Ferrol, de la serie Santa Ana[37]
- 1791: Esmeralda, fragata tipo «mahonesa»[41] perfeccionamiento de la fragata La Soledad (1767), de Romero de Landa[4]
- 1792: Infante don Pelayo, Real Astillero de La Habana,[40] de la serie de los «ildefonsinos»[39]
- 1792: Diana, Mahón (por Honorato de Bouyon con planos de Retamosa),[4] fragata tipo «mahonesa»[41] perfeccionamiento de la fragata La Soledad (1767), de Romero de Landa[4]
- 1793: Venganza, fragata tipo «mahonesa»[41] perfeccionamiento de la fragata La Soledad (1767), de Romero de Landa[4]
- 1794: Príncipe de Asturias (Real Astillero de La Habana), de la serie Santa Ana[37]
- 1794: Montañés, de 74 cañones (Martín de Retamosa)[4][nota 9]
- 1794: Monarca, de la serie de los «ildefonsinos».[39] Participará en el combate de Trafalgar[37]
- 1795: Neptuno, de 80 cañones (Martín de Retamosa)[4]
- 1795: Ninfa, fragata tipo «mahonesa»[41] perfeccionamiento de la fragata La Soledad (1767), de Romero de Landa[4]
- 1796: Argonauta, de 80 cañones (Martín de Retamosa).[4] Participará en el combate de Trafalgar[37]
- 1797: Prosepina, fragata tipo «mahonesa»[41] perfeccionamiento de la fragata La Soledad (1767), de Romero de Landa[4]
- 1797: Medea (1797), de Martín de Retamosa

## Resumen de las fuerzas navales españolas en la segunda mitad delsigloXVIII
- 1751: 18 navíos y 15 embarcaciones menores (Inglaterra tenía en la misma fecha 100 navíos y 188 embarcaciones menores).[15]
- 1755: 35 navíos (más 10 en construcción), 21 fragatas (más 3 en construcción) y 26 embarcaciones menores.[15]
- 1758: 44 navíos, 19 fragatas y 22 embarcaciones menores.[15]
- 1761: 49 navíos y 22 fragatas (Carlos III declara la guerra a Inglaterra).[15]
- 1778: 67 navíos y 32 fragatas.[15]
- 1794: 76 navíos y 51 fragatas, y más de 80 embarcaciones diversas (goletas, urcas, jabeques, galeras, galeotas...).[15] Lo cual hacía de la Armada española la 2ª flota de guerra del mundo (quizás a la par que la francesa).
- 1805: 54 navíos y 37 fragatas.[44]
- 1808: 43 navíos y 25 fragatas.

## Arsenales y astilleros
De los tres grandes astilleros españoles del siglo XVIII, el Real Astillero de Guarnizo (en El Astillero), los Reales Astilleros de Esteiro (en Ferrol) y el Real Astillero de La Habana, fue este último él que más navíos entregó a la Armada española durante este siglo. Tal fue la importancia de este astillero que se construyeron allí la mitad de los catorce navíos de tres puentes y más de 100 cañones botados durante el siglo.
Por otra parte, aunque con anterioridad a la Gran Redada de 1749 los arsenales ya habían sido destino de muchos presidiarios, parte del plan del marqués de la Ensenada era que los gitanos que no eran aptos para los batallones o las galeras, fueran sujetos a trabajos forzados en los tres arsenales de la Península, las de Cartagena, La Carraca (Cádiz) y La Graña (Ferrol).